# Kumho (Dél-Hamgjong)
Kumho (hangul: 금호군, Kumho-kun, handzsa: 琴湖郡, RR: Kŭmho-kun) megye Észak-Koreában, Dél-Hamgjong (Hamgyŏng) tartományban. 1952-ben hozták létre Sinpho (Sinp'o) külterületéből. 1995-ben emelték megyei rangra.

## Földrajza
Északról és keletről Pukcshong (Pukch'ŏng), délről a Japán-tenger (Keleti-tenger), nyugatról Sinpho (Sinp'o) határolja.
Legmagasabb pontja a 368 méter magas Szuamszan (수암산; 秀岩山, Suamsan).

## Közigazgatása
8 faluból (ri (ri)) és 1 munkásnegyedből (rodongdzsagu (rodongjagu)) áll:
| - Kangszang-rodongdzsagu (강상로동자구; 江上勞動者區, Kangsang-rodongjagu) - Kvangcshon-ri (광천리; 廣川里, Kwangch'ŏn-ri) - Kumho-ri (금호리; 琴湖里, Kŭmho-ri) - Namhung-ri (남흥리; 南興里, Namhŭng-ri) - Szohung-ri (서흥리; 西興里, Sŏhŭng-ri) - Szokhu-ri (속후리; 俗厚里, Sokhu-ri) - Ome-ri (오매리; 梧梅里, Omae-ri) - Honam-ri (호남리; 湖南里, Honam-ri) - Homanpho-ri (호만포리; 湖滿浦里, Homanp'o-ri) |

## Közlekedés
A megye közutakon a szomszédos helységek felől közelíthető meg. A megye vasúti kapcsolattal rendelkezik, a Phjongna (P'yŏngra) vonal része.